# Šrí Matádží
Šrí Matádží, vlastním jménem Nirmala Salve-Šrívastavová, (1923–2011) byla indická duchovní učitelka a zakladatelka sahadža jógy.
Školní a studentská léta prožila v blízkosti Móhandase Kačamaranda Gándhího. Studovala medicínu a během studií byla zatčena a vyslýchána jako studentská vůdkyně. 
Ve svých 47 letech prožila podle vlastních slov samádhí, sjednocení s božstvím. Ve svém duchovním působení kladla důraz na upřímnou meditaci, jíž lze dojít k poznání Božské matky, ale i zážitku Buddhy a Ježíše.
V její náboženské praxi bývá obvykle důraz na přísnou výchovu dětí.
V České republice její stoupenci vytvořili náboženskou společnost Višva Nirmala Dharma, působící od roku 2007, nicméně první zájemci se začali sdružovat už roku 1990 po její návštěvě Československa.